# Musikproducer
I musikindustrien har en pladeproducer eller musikproducer mange roller, deriblandt at kontrollere indspilningsperioden og guide musikerne. Produceren skal føre tilsyn med indspilningerne, "mixe" og gør optagelserne klar til produktion i flere eksemplarer.
En musikproducer kan ligeledes bare være betegnelsen for den person, der har konstrueret sangens beat og som dermed står som hovedmanden bag en kendt melodi eller hit. Produceren er ham/hende der styrer beatet. En pladeproducer har i mange tilfælde det overordnede ansvar for hele proceduren bag indspilningsperioden, og har tilmed finansieret eller co-finansieret projektet.
| Job | Spire Denne artikel om et job eller en stillingsbetegnelse er en spire som bør udbygges. Du er velkommen til at hjælpe Wikipedia ved at udvide den. |